# Phacomorphus
Phacomorphus es un género de escarabajos de la familia Leiodidae.

## Especies
Se reconocen las siguientes:
- Phacomorphus alexinae
- Phacomorphus bordei
- Phacomorphus duprei
- Phacomorphus elgueae
- Phacomorphus etchecoparti
- Phacomorphus fratyi
- Phacomorphus intermedius
- Phacomorphus mascarauxi
- Phacomorphus sioberi
- Phacomorphus subsulcatus